# Грабовчик (Люблінське воєводство)
Грабовчик (пол. Grabowczyk) — село в Польщі, у гміні Грабовець Замойського повіту Люблінського воєводства.
Населення — 110 осіб (2011).
У 1975-1998 роках село належало до Замойського воєводства.

## Демографія
Демографічна структура станом на 31 березня 2011 року:
|          | Загалом | Допрацездатний вік | Працездатний вік | Постпрацездатний вік |
| -------- | ------- | ------------------ | ---------------- | -------------------- |
| Чоловіки | 57      | 15                 | 36               | 6                    |
| Жінки    | 53      | 8                  | 31               | 14                   |
| Разом    | 110     | 23                 | 67               | 20                   |